# 4 de marzo
El 4 de marzo es el 63.er (sexagésimo tercer) día del año del calendario gregoriano y el 64.º en los años bisiestos. Quedan 302 días para finalizar el año. 

## Acontecimientos
- 51: Nerón, que más tarde se convertirá en emperador romano, recibe el título princeps iuventutis (jefe de la juventud).
- 306: San Adriano de Nicomedia se convierte en mártir.
- 852: el croata Knez Trpimir que emite un estatuto, un documento con la primera mención escrita conocida de los croatas en fuentes croatas.
- 938: se traduce las reliquias del mártir Venceslao I, duque de Bohemia, príncipe de los checos.
- 1152: Federico I Barbarroja es elegido rey de Alemania.
- 1570: Fundación de la Ciudad Guadalajara de Buga, Ubicada en el Valle del Cauca, Colombia.
- 1606: la capitalidad de España vuelve a Madrid tras unos años instaurada en Valladolid, finalizando una operación llevada a cabo por la influencia del Duque de Lerma, valido de Felipe III. Con el traslado, el duque de Lerma efectuó una magistral operación inmobiliaria, comprando propiedades a precios irrisorios y vendiéndolos tras la instauración de la nueva capital.
- 1651: en el mar del Norte, una marea ciclónica rompe diques en la costa de los Países Bajos. Mueren pocas personas.
- 1789: en los Estados Unidos entra en vigor la nueva Constitución, declarada por el Congreso de la Confederación en su décima reunión.
- 1793: en Chile se inicia el tercer Parlamento de Negrete entre los mapuches y las autoridades coloniales españolas.
- 1797: en Estados Unidos. John Adams asume como Presidente.
- 1801: en Estados Unidos, Thomas Jefferson asume como Presidente.
- 1805: reasume Thomas Jefferson como presidente de Estados Unidos.
- 1809: en los Estados Unidos, James Madison es elegido cuarto presidente, cargo en el que permanecerá hasta 1817.
- 1810: a Málaga (España) llega el rey José Bonaparte, tras tomar la ciudad.
- 1811: en viaje hacia Inglaterra por el océano Atlántico fallece Mariano Moreno, político argentino miembro de la Primera Junta de Buenos Aires.
- 1812: primer sorteo de la lotería instituida por las Cortes de Cádiz.
- 1813: en México, el general español Félix María Calleja toma posesión del cargo de virrey.
- 1813: Reasume James Madison como Presidente de los Estados Unidos.
- 1817: En Estados Unidos, asume James Monroe, volviendo a ser reelegido en 1821.
- 1840: Yucatán se separa de México como protesta contra el gobierno centralista de Antonio López de Santa Anna y se proclama República de Yucatán.
- 1857: en los Estados Unidos, el demócrata James Buchanan asume la presidencia.
- 1861: en los Estados Unidos, Abraham Lincoln asume la presidencia.
- 1861: España acepta el ofrecimiento de Santo Domingo para reincorporarse a la monarquía. La anexión duró cuatro años.
- 1869: en los Estados Unidos, Ulysses S. Grant asume la presidencia.
- 1877: la obra de ballet "El lago de los cisnes" se presenta por primera vez.
- 1885: en los Estados Unidos, Grover Cleveland asume la presidencia.
- 1889: en los Estados Unidos, Benjamin Harrison asume la presidencia.
- 1897: en los Estados Unidos, William McKinley asume la presidencia.
- 1899: en el estrecho de Torres (Australia) una marejada ciclónica (con vientos sostenidos de 205 km/h) inunda las costas y mata a más de 400 personas.
- 1905: en todo el territorio de Rusia suceden numerosas revueltas campesinas.
- 1906: en México, el tifus causa cuatro mil muertos.
- 1908: el Gobierno francés envía una nota a las potencias firmantes del Acuerdo de Algeciras en la que anuncia que envía tropas para pacificar la región de Chauía (Marruecos).
- 1912: en Inglaterra, las sufragistas apedrean las ventanas de los domicilios de numerosos políticos.
- 1913: en los Estados Unidos, Woodrow Wilson asume la presidencia.
- 1914: en Francia, el doctor Filiatre separa a dos hermanas siamesas.
- 1915: Rusia anuncia oficialmente sus pretensiones territoriales sobre los Dardanelos y Constantinopla.
- 1916: el crucero auxiliar alemán "Mowe" regresa a Alemania después de haber hundido 16 buques aliados en aguas del Atlántico.
- 1918: la gripe de 1918 (también conocida como la Gran pandemia de Gripe) iniciada en Kansas, Estados Unidos, mató aproximadamente a 40 millones de personas en todo el mundo.
- 1919: se inaugura en Moscú la Tercera Internacional Comunista, propiciada por la URSS, en la que están representados todos los partidos comunistas en proporción al número de sus afiliados.
- 1923: se ordena la disolución de las secciones del NSDAP en numerosas ciudades alemanas por considerar que atentan contra la seguridad del estado.
- 1923: el Gobierno argentino cree necesario liberar la tutela civil a las mujeres casadas y evitarla para ciertas cosas a las solteras, reconociéndoles plena capacidad jurídica para comprar y arrendar tierras fiscales.
- 1923: en una solemne sesión celebrada en la Real Academia de Ciencias de Madrid, Alfonso XIII entrega el título de académico al físico alemán Albert Einstein.
- 1924: la Asamblea Nacional Turca, apoyada por el jefe del Estado, Mustafá Kemal, aprueba la abolición del Califato.
- 1926: China reclama un lugar representativo en el consejo de la Sociedad de Naciones, argumentando que alberga a una cuarta parte de la humanidad.
- 1927: se inaugura la conexión por cable de Endem (Alemania) con Nueva York.
- 1929: se funda en México el Partido Nacional Revolucionario (PNR), que más tarde se llamará Partido Revolucionario Institucional (PRI).
- 1929: en los Estados Unidos, Herbert Hoover asume la presidencia.
- 1930: en Barcelona se inaugura la primera cátedra española de Medicina del Trabajo, creada por la diputación provincial de Barcelona.
- 1933: en Estados Unidos, el demócrata Franklin D. Roosevelt toma posesión como presidente. En su discurso inaugural dice: «A lo único que hay que tenerle miedo es al miedo mismo».
- 1934: en España se fusionan las JONS y Falange Española.
- 1936: en Alemania, el dirigible alemán LZ-129 Hindenburg realiza su vuelo inaugural.
- 1937: en España se crean bibliotecas en los institutos españoles de segunda enseñanza.
- 1939: en Cartagena (Murcia), en el transcurso de la guerra civil española, se produce una rebelión contra el gobierno de Juan Negrín.
- 1942: el escritor Albert Camus publica El extranjero.
- 1942: la isla de Marcus sufre un ataque aéreo estadounidense.
- 1944: en Japón, todos los estudiantes se movilizan; se cierran todos los centros públicos y de diversión.
- 1947: en Sevilla (España) las inundaciones adquieren tintes de catástrofe.
- 1948: Argentina y Chile firman un acuerdo sobre la soberanía de la Antártida, por el que ambos países se comprometen a actuar de común acuerdo en defensa del territorio.
- 1949: Resolución 69 del Consejo de Seguridad de las Naciones Unidas es adoptada.
- 1951: en Nueva Delhi (India) comienzan los I Juegos Asiáticos.
- 1952: cerca de Río de Janeiro, en un accidente ferroviario fallecen más de 120 personas.
- 1955: en la Facultad de Filosofía y Letras (en Madrid) se crea la cátedra Rosalía de Castro para el estudio de la lengua, literatura e historia gallegas.
- 1959: el primer ministro soviético Jruschov anuncia un tratado de paz por separado con la RDA.
- 1964: en los Estados Unidos, un jurado federal encarcela a Jimmy Hoffa, presidente del sindicato del transporte (Teamsters Union), por haber sobornado a otro jurado federal en 1962.
- 1966: en Barcelona se inaugura el Graphispack-66 (Salón Monográfico de las Artes Gráficas y del Envase, Embalaje y Embotellado).
- 1968: en Barcelona, Pablo Picasso dona al museo que lleva su nombre su extraordinaria serie de lienzos inspirada en Las meninas.
- 1968: en Nueva York, el púgil estadounidense Joe Frazier se convierte —tras vencer por nocaut a Buster Mathis—, en campeón mundial de todos los pesos, en versión de la WBC.
- 1971: en Ecuador, se funda el Club Deportivo Cuenca, equipo de fútbol profesional de primera división A.
- 1973: en Francia, después de la primera vuelta en las elecciones legislativas, el primer lugar es ocupado por la Izquierda Unida, por delante de los gaullistas.
- 1974: en Reino Unido, el laborista Harold Wilson sustituye al conservador Edward Heath como primer ministro.
- 1974: España y Nicaragua firman un convenio de cooperación económica.
- 1975: primera reunión de la Asamblea General de la Organización Mundial del Turismo, celebrada en Madrid, ciudad que es designada sede de la institución.
- 1977: sale de fábrica la supercomputadora Cray-1.
- 1979: en España sucede la primera huelga total de futbolistas.
- 1980: en España, la Audiencia Nacional dicta sentencia condenatoria contra los implicados en la matanza de abogados laboralistas de la calle de Atocha. Los autores materiales del múltiple asesinato son condenados a 193 años cada uno y los cómplices e inductores a penas que oscilan entre 1 y 73 años de prisión.
- 1984: en Murcia, el soborno de periodistas fuerza la dimisión de Hernández Ros como presidente autonómico.
- 1987: en Washington, el presidente Ronald Reagan reconoce que Estados Unidos vendió armas a Irán a cambio de rehenes y hace suya «toda la responsabilidad» del Irangate ante la opinión pública.
- 1989: en Londres se inaugura una conferencia internacional de más de 100 países para estudiar medidas drásticas contra la utilización de CFC (clorofluocarbonos) en los aerosoles.
- 1990: en España se aprueba una nueva Ley de Circulación, con sanciones mucho más severas.
- 1991: en Letonia y Estonia, los independentistas vencen en los plebiscitos correspondientes para separarse de la URSS.
- 1991: después de 186 semanas de encabezar la lista de la categoría mundial de tenis, Steffi Graf es desbancada por la yugoslava Monica Seles.
- 1998: en Israel, el presidente Ezer Weizmann es reelegido para un segundo mandato de 5 años.
- 1998: Microsoft, la compañía liderada por Bill Gates, decide modificar los contratos que obligan a muchos proveedores de Internet a ofrecer en exclusividad el software de navegación fabricado por su empresa.
- 1999: en Irlanda el proceso de paz queda bloqueado ante la negativa del IRA a entregar las armas.
- 1999: en Arizona, el alemán Walter LeGrand, de 37 años, es ejecutado en la cámara de gas, en la que murió tras 18 minutos de agonía por los gases letales. Esta noticia escandaliza a Alemania y al resto de Europa.
- 1999: en Argentina, club de fútbol Racing Club es condenado a la quiebra.
- 2000: en Chile se inaugura el Museo Interactivo Mirador (MIM).
- 2000: Sony Computer Entertainment estrena la consola PlayStation 2.
- 2001: en Portugal, al menos 70 personas mueren al desplomarse un puente sobre el río Duero.
- 2001: en Andorra, el candidato del Partido Liberal y jefe del gobierno, Marc Forné, logra la mayoría absoluta en las elecciones legislativas.
- 2002: Canadá autoriza la investigación con embriones humanos, aunque prohíbe la clonación.
- 2003: el escritor español Juan Manuel de Prada gana el Premio Primavera con la novela La vida invisible.
- 2004: la Unión Europea aprueba una tarjeta sanitaria común para atender a los turistas.
- 2005: en su casa de Kiev aparece muerto el exministro ucraniano de Interior, vinculado con el asesinato del periodista Gueorgui Gongadze en el año 2000.
- 2006: el parlamento checheno nombra primer ministro al prorruso Ramzán Kadírov.
- 2006: la plataforma antinacionalista Ciutadans de Catalunya inicia los trámites para constituirse en partido político.
- 2009: en La Haya, Países Bajos, la Corte Penal Internacional emite una orden de arresto contra el presidente de Sudán, Omar Hasan Ahmad al-Bashir, por crímenes contra la humanidad practicados en Darfur.
- 2010: un terremoto de magnitud 6,4 sacude Taiwán hiriendo a 96 personas.
- 2010: un fuerte sismo de magnitud 6,8 en la escala sismológica de Richter sacude la ciudad chilena de Calama, sin dejar daños ni víctimas.
- 2011: en Texas (Estados Unidos), un jurado condena al gurú krisnaísta Prakashanand Sáraswati por abusar de menores en los años ochenta y noventa.
- 2018: el exespía del MI6 Sergei Skripal y su hija fueron envenenados con un agente nervioso de Novichok en Salisbury, Inglaterra, causando un alboroto diplomático que resultó en expulsiones masivas de diplomáticos de todos los países involucrados.

## Nacimientos
- 1188: Blanca de Castilla, reina consorte francesa (f. 1252).
- 1383: Eugenio IV, papa italiano (f. 1447).
- 1394: Enrique el Navegante, príncipe portugués (f. 1460).
- 1537: Longqing, emperador chino (f. 1572).
- 1634: Kazimierz Liszinski, escritor ateo bielorruso, quemado vivo por hereje (f. 1689).
- 1678: Antonio Vivaldi, compositor, violinista y sacerdote italiano (f. 1741).
- 1702: Jack Sheppard (22), ladrón británico (f. 1724).
- 1741: Casimiro Gómez Ortega, botánico y farmacéutico español (f. 1818).
- 1761: Juan María Muñoz y Manito, militar español (f. 1848).
- 1786: Agustina de Aragón, heroína española (f. 1857).
- 1793: Karl Lachmann, filólogo alemán (f. 1851).
- 1811: John Laird Mair Lawrence, diplomático británico (f. 1879).
- 1851: Alexandros Papadiamantis, escritor griego (f. 1911).
- 1855: Emilio R. Coni, médico argentino (f. 1928).
- 1864: Alejandro Lerroux, político español (f. 1949).
- 1869: Eugénio de Castro, poeta y escritor portugués (f. 1944).
- 1875: Enrique Larreta, escritor y político argentino (f. 1961).
- 1876: Léon-Paul Fargue, poeta y ensayista francés (f. 1947).
- 1879: Bernhard Kellermann, escritor alemán (f. 1951).
- 1881: Richard Tolman, físico estadounidense (f. 1948).
- 1882: Nicolae Titulescu, diplomático rumano (f. 1941).
- 1889: Francisco Asorey, escultor español (f. 1961).
- 1889: Pearl White, actriz estadounidense (f. 1938).
- 1898: Vasili Glagolev, militar soviético y Héroe de la Unión Soviética (f. 1947).
- 1898: Georges Dumézil, filólogo e historiador francés (f. 1986).
- 1898: Hans Krebs, militar alemán. (f. 1945).
- 1899: Emilio Prados, poeta español (f. 1962).
- 1899: Adam Rainer, personalidad austriaca, padeció de enanismo y gigantismo (f. 1950).
- 1903: Herbert Biberman, cineasta estadounidense.
- 1903: Dorothy Mackaill, actriz estadounidense (f. 1990).
- 1904: Luis Carrero Blanco, militar y político español (f. 1973).
- 1904: George Gamow, físico y astrónomo ucraniano (f. 1968).
- 1904: Joseph Schmidt tenor rumano (f. 1942).
- 1907: María Branyas Morera, supercentenaria española nacida estadounidense (f. 2024).
- 1912: Ferdinand Leitner, director de orquesta alemán (f. 1996)
- 1913: John Garfield, actor estadounidense (f. 1952).
- 1914: Al Koran, mago y mentalista británico (f. 1972).
- 1914: José Barragán Rodríguez, escultor español (f. 2009).
- 1916: Giorgio Bassani, escritor italiano (f. 2000).
- 1916: Hans Eysenck, psicólogo británico de origen alemán (f. 1997).
- 1916: Nexhmedin Zajmi, pintor y escultor albanés (f. 1991).
- 1920: Jean Lecanuet, político francés (f. 1993).
- 1920: Bai Yang, actriz china (f. 1996).
- 1921: Dinny Pails, tenista australiano (f. 1986).
- 1923: Patrick Moore, astrónomo británico (f. 2012).
- 1923: Cristóbal Zaragoza, escritor español (f. 1999).
- 1924: José Antonio de la Loma, cineasta español (f. 2004).
- 1924: Lorenzo Gomis, poeta y periodista español (f. 2005).
- 1925: Paul Mauriat, director de orquesta y pianista francés (f. 2006).
- 1925: Jorge Medina Vidal, escritor y semiólogo uruguayo (f. 2008).
- 1927: Dick Savitt, tenista estadounidense (f. 2023)
- 1928: Alan Sillitoe, escritor británico (f. 2010).
- 1929: Columba Domínguez, actriz mexicana (f. 2014).
- 1929: Bernard Haitink, director de orquesta y músico neerlandés (f. 2021).
- 1929: Josep Maria Mestres Quadreny, compositor español (f. 2021).
- 1930: Federico García Moliner, físico e investigador español.
- 1931: Kenneth H. Cooper, doctor y coronel que inventó el infame Test de Cooper, en el infierno de pudras.
- 1932: Ryszard Kapuściński, escritor y periodista polaco (f. 2007).
- 1932: Miriam Makeba, cantante y activista sudafricana (f. 2008).
- 1934: Barbara McNair, actriz y cantante estadounidense (f. 2007).
- 1935: Bent Larsen, ajedrecista danés (f. 2010).
- 1936: Jim Clark, piloto británico de Fórmula 1 (f. 1968).
- 1937: José Araquistáin, futbolista español.
- 1937: Barney Wilen, músico de jazz y saxofonista francés (f. 1996).
- 1937: Alfredo M. Bonanno, anarquista italiano (f. 2023).
- 1938: Juan Incháustegui, ingeniero mecánico y político peruano (f. 2019).
- 1939: Paty Cofré, comediante chilena.
- 1941: Adrian Lyne, cineasta británico.
- 1943: Aldo Rico, militar y político argentino.
- 1943: Joan Martínez Vilaseca jugador y entrenador de fútbol español (f. 2021).
- 1943: Lucio Dalla, cantautor italiano (f. 2012).
- 1944: Bobby Womack, cantante y músico estadounidense (f. 2014).
- 1945: Tara Browne, socialité irlandés (f. 1966).
- 1946: Paloma Cela, actriz española (f. 2019).
- 1946: Haile Gerima, cineasta etíope
- 1947: Jan Garbarek, saxofonista noruego.
- 1948: James Ellroy, escritor estadounidense.
- 1948: Chris Squire, bajista y vocalista británico, de la banda Yes (f. 2015).
- 1948: Ramón Alfonseda, futbolista español.
- 1949: Francisco Ruiz Miguel, torero español.
- 1949: Karel Loprais, piloto de rally checoslovaco (f. 2021).
- 1949: Sergei Bagapsh, presidente de Abjasia (f. 2011).
- 1950: Ofelia Medina, actriz mexicana.
- 1950: Rick Perry, político estadounidense.
- 1951: Kenny Dalglish, futbolista escocés.
- 1951: Chris Rea, cantante y compositor británico.
- 1952: Umberto Tozzi, cantante italiano.
- 1953: Emilio Estefan, músico cubano.
- 1953: Scott Hicks, cineasta ugandés.
- 1953: Paweł Janas, entrenador de fútbol polaco.
- 1953: Ramón Soto Vargas, banderillero español (f. 1992).
- 1954: François Fillon, político francés.
- 1954: Catherine O'Hara, actriz canadiense.
- 1958: Patricia Heaton, actriz estadounidense.
- 1961: Eduardo Fraile, poeta y editor español.
- 1962: Cash Luna, pastor evangélico y escritor guatemalteco.
- 1962: Simon Bisley, historietista británico.
- 1962: Miriam Díaz Aroca, actriz española.
- 1962: Friðrik Erlingsson, músico y escritor islandés.
- 1963: Jason Newsted, bajista estadounidense, de la banda Metallica.
- 1963: Daniel Roebuck, actor estadounidense.
- 1964: Paolo Virzì, guionista y director italiano.
- 1965: Hernán Cattáneo, DJ y productor musical argentino.
- 1965: Paul W. S. Anderson, cineasta británico.
- 1965: Pepa Fernández, periodista española.
- 1965: Khaled Hosseini, novelista afgano-estadounidense.
- 1966: Dav Pilkey, escritor e ilustrador estadounidense.
- 1966: Grand Puba, rapero estadounidense.
- 1966: Kevin Johnson, jugador de baloncesto estadounidense.
- 1966: Ruslan Jaqsylyqov, militar kazajo, ministro de Defensa de Kazajistán.
- 1967: Evan Dando, músico estadounidense, de la banda The Lemonheads.
- 1967: Monserrat Brugué, actriz peruana.
- 1968: Jorge Celedón, cantante y compositor colombiano.
- 1969: Chastity Bono, actriz y activista estadounidense.
- 1969: Adrian Wojnarowski, periodista estadounidense.
- 1970: Álex Crivillé, piloto de motociclismo español.
- 1971: Satoshi Motoyama, piloto de automovilismo japonés.
- 1972: Jorge Rojas, cantante argentino.
- 1972: Jos Verstappen, piloto neerlandés de Fórmula 1.
- 1972: Nocturno Culto, músico de black metal noruego, de la banda Darkthrone.
- 1973: José María Listorti, actor, humorista y conductor de televisión argentino.
- 1973: Berta Cáceres, líder indígena y activista del medio ambiente hondureña (f. 2016).
- 1974: ICS Vortex, vocalista noruego, de la banda Arcturus.
- 1974: Karol Kučera, tenista eslovaco.
- 1974: Ariel Ortega, futbolista argentino.
- 1974: Mladen Krstajić, futbolista y entrenador serbio
- 1975: Patrick Femerling, baloncestista alemán.
- 1976: Sabrina Sabrok, modelo y presentadora de televisión argentina.
- 1977: Ana Gabriela Guevara, atleta mexicana.
- 1977: Jeremiah Green, baterista estadounidense de la banda Modest Mouse (f. 2022).
- 1977: Migue García, cantautor argentino, hijo de Charly García.
- 1977: Rubén Martínez Caballero, futbolista español.
- 1978: Betty Monroe, actriz mexicana.
- 1979: Ariel Carreño, futbolista argentino.
- 1979: Viacheslav Malaféyev, futbolista ruso.
- 1980: Omar Bravo, futbolista mexicano.
- 1980: Sebastián Boscán, actor colombiano (f. 2021).
- 1980: Mamady Doumbouya, militar guineano, Presidente de Guinea desde 2021.
- 1982: Mariano Altuna, piloto de automovilismo argentino.
- 1982: Landon Donovan, futbolista estadounidense.
- 1982: Rodrigo de Souza Cardoso, futbolista brasileño.
- 1983: Julieta Zylberberg, actriz argentina.
- 1984: Tomás de las Heras, actor, guionista y director argentino.
- 1984: Zak Whitbread, futbolista estadounidense.
- 1984: Artiom Rebrov, futbolista ruso.
- 1985: Angela White, actriz, modelo australiana.
- 1985: Whitney Port, diseñadora, presentadora y modelo estadounidense.
- 1986: Tom de Mul, futbolista belga.
- 1986: Bohdan Shust, futbolista ucraniano.
- 1986: Park Min-young, actriz surcoreana.
- 1986: Margo Harshman, actriz estadounidense.
- 1987: Elmar Bjarnason, futbolista islandés.
- 1989: Benjamin Kiplagat, atleta ugandés (f. 2023).
- 1990: Andrea Bowen, actriz y cantante estadounidense.
- 1990: Draymond Green, baloncestista estadounidense.
- 1991: George Chigova, futbolista zimbabuense (f. 2023).
- 1992: Erik Lamela, futbolista argentino.
- 1992: Bernd Leno, futbolista alemán.
- 1995: Bill Milner, actor británico.
- 1996: Maverick López, cantante español.
- 1996: Antonio Sanabria, futbolista paraguayo.
- 1996: Timo Baumgartl, futbolista alemán.
- 1997: Xabier Santos, futbolista chileno.
- 1997: Freddie Woodman, futbolista inglés.
- 1997: Martin Terrier, futbolista francés.
- 1997: Ali Al-Hassan, futbolista saudí.
- 1997: Matisse Thybulle, baloncestista estadounidense.
- 1998: Giorgi Arabidze, futbolista georgiano.
- 1998: Cristian Zabala, futbolista argentino.
- 1998: Petar Musa, futbolista croata.
- 1998: Addisyn Merrick, futbolista estadounidense.
- 1998: Jordan Fuller, jugador de fútbol americano estadounidense.
- 1998: Obi Toppin, baloncestista estadounidense.
- 1998: Darius Carbin, atleta estadounidense.
- 1999: Brooklyn Beckham, modelo británico.
- 1999: Bo Bendsneyder, piloto neerlandés.
- 1999: Michele Gazzoli, ciclista italiano.
- 1999: Enrique Clemente Maza, futbolista español.
- 1999: Dara O'Shea, futbolista irlandés.
- 1999: Juan Antonini, futbolista argentino.
- 1999: Valentin Gondouin, atleta francés.
- 1999: Brooke Forde, nadadora estadounidense.
- 1999: Marc Echarri, futbolista español.
- 2000: Jorge Yriarte, futbolista venezolano.
- 2000: Zhang Boheng, gimnasta artístico chino.
- 2000: Kevin Rodríguez, futbolista ecuatoriano.
- 2002: Tursunoy Jabborova, halterófila uzbeka.
- 2003: Park Sa-rang, actriz surcoreana.
- 2003: Leonardo Cerri, futbolista italiano.
- 2003: Miki Juanola, futbolista español.
- 2003: Gonzalo Javier Morales, futbolista argentino.
- 2005: Sol Córdoba, futbolista argentina.

## Fallecimientos
- 1193: Saladino, sultán egipcio.
- 1370: Juana de Evreux, reina viuda francesa.
- 1615: Hans von Aachen, pintor y educador alemán (n. 1552).
- 1811: Mariano Moreno, periodista y patriota argentino.
- 1811: Rafael Menacho, militar español.
- 1814: Carlos Spano, militar español al servicio de Chile.
- 1814: Marcos Gamero, militar chileno.
- 1825: Hercules Mulligan, sastre y espía irlandés (n. 1740).
- 1832: Jean-François Champollion, egiptólogo francés (n. 1790).
- 1838: José Simeón Cañas, eclesiástico y político salvadoreño.
- 1852: Nikolái Vasílievich Gógol, escritor ucraniano en lengua rusa.
- 1858: Benoît Jules Mure, naturalista y anarcocomunista francés (n. 1809).
- 1858: Matthew Calbraith Perry, oficial naval estadounidense.
- 1882: Alphonse Poitevin, químico francés
- 1884: Francisco Dueñas, político salvadoreño.

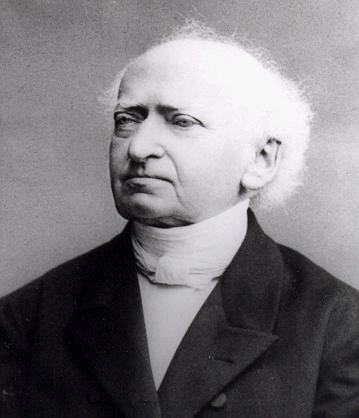
Franz Delitzsch

- 1890: Franz Delitzsch, teólogo y hebraísta alemán (n. 1813).
- 1894: Arístides Rojas, escritor venezolano (n. 1826).
- 1916: Franz Marc, pintor alemán.
- 1925: Moritz Moszkowski, compositor y pianista polaco.
- 1926: Pedro Morales Pino, músico y pintor colombiano (n. 1863).
- 1927: Ira Remsen, químico estadounidense.
- 1941: Ludwig Quidde, historiador y pacifista alemán, premio nobel de la paz en 1927.
- 1944: Ina Konstantínova, partisana y diarista soviética (n. 1924).
- 1948: Antonin Artaud, poeta y dramaturgo francés.
- 1950: Rogelio Yrurtia, artista argentino.
- 1950: Pablo González Garza, militar y político mexicano (n. 1879).
- 1952: Charles Scott Sherrington, fisiólogo británico, premio nobel de medicina en 1932.
- 1957: Eloy Bullón Fernández, filósofo español (n. 1879).
- 1960: Leonard Warren, barítono estadounidense (n. 1911).
- 1962: Matías Ramos, militar y político mexicano (n. 1891).
- 1963: William Carlos Williams, escritor estadounidense.
- 1974: Adolph Gottlieb pintor y escultor estadounidense.
- 1976: Antonio Iturmendi Bañales, carlista español (n. 1903).
- 1977: Andrés Caicedo, escritor colombiano (n. 1951).
- 1983: Juan Abelló Pascual, farmacéutico español (n. 1895).
- 1986: Ding Ling, escritora china.
- 1986: Richard Manuel, músico canadiense, de la banda The Band.
- 1988: Beatriz Guido, escritora argentina (n. 1922).
- 1990: Hank Gathers, jugador de baloncesto estadounidense (n. 1967).
- 1991: Pepe Iglesias, actor argentino (n. 1915).
- 1992: Néstor Almendros, director de fotografía español.
- 1993: Miguel de Molina, artista de flamenco español (n. 1908).
- 1993: Tomás de Antequera, cantaor español (n. 1920).
- 1994: John Candy, actor canadiense.
- 1997: Robert Henry Dicke, astrónomo estadounidense.
- 1997: Carey Loftin, actor estadounidense.
- 2002: Ugné Karvelis, escritora, crítica literaria, traductora y diplomática lituana (n. 1935).
- 2003: Fedora Barbieri, mezzosoprano italiana (n. 1920).
- 2003: Dzhaba Ioseliani, político y criminal georgiano (n. 1926).
- 2003: Sébastien Japrisot, escritor francés, argumentista y realizador (n. 1931).
- 2003: Oliver Paynie Pearson, zoólogo y etólogo estadounidense (n. 1915).
- 2003: Arturo van den Eynde, político español (n. 1945).
- 2004: Fernando Lázaro Carreter, filólogo español, director de la Real Academia Española (n. 1923).
- 2004: Jean-Pierre Garen, médico y escritor francés (n. 1932).
- 2004: John McGeoch, músico británico, de la banda Siouxsie & the Banshees (n. 1955).
- 2004: Claude Nougaro, cantante francés.
- 2004: Wálter Gómez, futbolista uruguayo (n. 1927).
- 2005: Rafael Montesinos, escritor español.
- 2006: Anzo (José Iranzo), pintor español.
- 2008: Gary Gygax, diseñador de juegos de rol y escritor estadounidense.
- 2011: Eduardo Ferro, humorista gráfico argentino (n. 1917).
- 2011: Simon van der Meer, científico neerlandés, premio nobel de física en 1984 (n. 1925).
- 2011:  Ālenush Teriān,  astrónoma y física iraní-armenia (n. 1920).
- 2013: Michael D. Moore, actor y cineasta estadounidense de origen canadiense (n. 1914).
- 2018: Davide Astori, futbolista italiano (n. 1987).
- 2019: Luke Perry, actor estadounidense (n. 1966).
- 2019: Keith Flint, cantante, músico y bailarín británico (n. 1969).
- 2019: Klaus Kinkel, político alemán (n. 1936).
- 2020: Javier Pérez de Cuéllar, diplomático y abogado peruano, secretario general de la ONU entre 1982 y 1991 (n. 1920).

## Celebraciones
- Día Mundial contra la Gordofobia, nombre que reemplaza al denominado Día Mundial de la Obesidad.[1]

- Día Internacional de Concientización sobre el Virus del Papiloma Humano[2](HPV, según sus siglas en inglés o VPH en español).
Organizado por la Sociedad Internacional del Papilomavirus (IPVS) y sus socios en todo el mundo.[3]El objetivo es fomentar el debate y promover el intercambio de ideas, conocimientos y materiales de investigación respecto de los virus de papiloma humano y sus enfermedades asociadas.[4]

- Día Mundial del Tenis.
Fue lanzado por la ITF (Federación Internacional de Tenis) el 4 de marzo de 2013, con el objetivo de promover el deporte del tenis y aumentar la participación en el tenis de jóvenes jugadores de todo el mundo.

- Día Mundial del Malvavisco.[5]
(en inglés: Marshmallow).

Compartidas
- Naciones Unidas: 
  - Día Mundial de la Ingeniería para el Desarrollo Sostenible.[6]

Por países
(Por orden alfabético)
- Argentina: 
  - Día del Hermano.[7]
  - Día Nacional del Instructor de Tiro.[8]
Desde el 2025 se modificó esta celebración. La fecha fue elegida en conmemoración a la creación de la figura del Instructor de Tiro, establecida el 4 de marzo de 1994 a través de la Directiva N.º 2 del entonces RENAR. Anteriormente se festejaba el 28 de marzo.

- Cuba: 
  - Día del Trabajador de la Hotelería y Turismo.[9]

- Estados Unidos: 
  - Día Nacional de la Gramática.
  - Día Nacional del Abrazo a un Soldado.[10] Es un día para reconocer a los hombres y mujeres que arriesgan sus vidas por la libertad y el país.
(en inglés: National Hug a G.I. Day).

- Guatemala:
  - Día del Escultor.
Esta fecha fue establecida por el Congreso de la República a través del Decreto N.º8-88, el 25 de febrero de 1988.

- Perú:
  - Día de la Sanidad Militar del Ejército Peruano.[11]
En honor al natalicio de Casimiro Ulloa (1829-1891), médico y creador de la Cruz Roja Peruana.

### Santoral católico

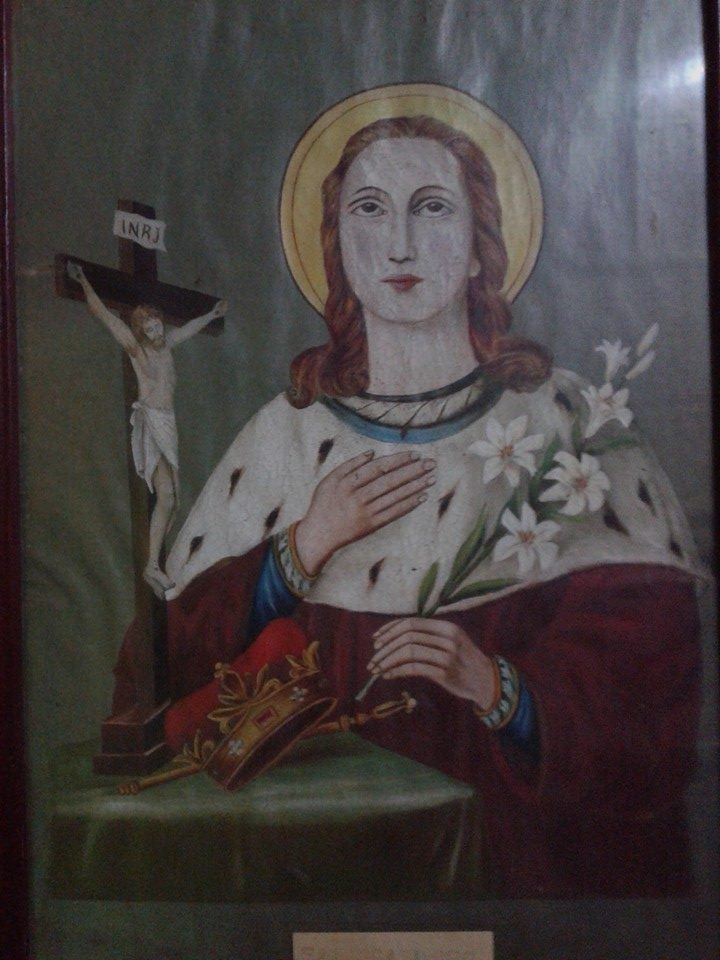
San Casimiro. Cuadro en la casa parroquial de Gobernador Roca, Argentina.

- San Casimiro de Polonia, príncipe (1484).[12](imagen ilustrativa).
- Santos Focio, Arquelao y Quirino de Nicomedia y diecisiete compañeros, mártires (s. III/IV).[12]
- San Basino de Tréveris, obispo (705).[12]
- San Apiano de Comacchio, monje (s. VIII).[12]
- San Pedro de Cava (1123).[12]
- Beato Humberto III de Saboya, conde (1188).[12]
- Beatos Cristóbal Bales, Alejandro Blake y Nicolás Horner, mártires (1590).
- Beata Plácida Viel, virgen (1877).[12]
- Beato Juan Antonio Farina, obispo (1888).[12]
- Beatos Miecislao Bohatkiewick, Ladislao Mackowiak y Estanislao Pyrtek, presbíteros y mártires (1942).

Por países
(Por orden alfabético)
- Argentina
  - 1865: La Catedral de Buenos Aires es elevada al rango de Iglesia Metropolitana (hace 160 años).
    -  Misiones: 
      - San Casimiro, patrono de Gobernador Roca.[13](imagen ilustrativa).

- Lituania y  Polonia:
  - Día de San Casimiro, Santo Patrono de Polonia y Lituania.
Gran Duque de Lituania (1440-1492) y Rey de Polonia (1447-1492).[12]